# NGC 2948
NGC 2948 је спирална галаксија у сазвежђу Лав која се налази на NGC листи објеката дубоког неба.
Деклинација објекта је + 6° 57' 21" а ректасцензија 9h 38m 59,2s. Привидна величина (магнитуда) објекта NGC 2948 износи 13,0 а фотографска магнитуда 13,8. NGC 2948 је још познат и под ознакама UGC 5141, MCG 1-25-7, CGCG 35-20, IRAS 09363+0710, PGC 27518.